# Grey (ledenik)
Ledenik Grey je ledenik v južnopatagonskem ledenem polju, nedaleč zahodno od Kordiljere del Paine. Teče proti jugu v jezero istega imena. Pred razdelitvijo v dva, je na sprednji strani ledenik širok 6 kilometrov in visok nad 30 metrov. Leta 1996 je zasedal skupno površino 270 km² in dolžino 28 km. Novembra 2017 je odlomila velika ledena gora.

## Geografija
Ledenik je na južnem koncu južnopatagonskega ledenega polja in zahodni strani Narodnega parka Torres del Paine. Površina jezera sledi velikemu krogu grebena Kordiljere del Paine na prelazu John Garner. Obstaja še en pogled na ledenik z južne obale jezera, kjer je ledenik viden v ozadju, s kosi ledu, ki plujejo blizu obale.
- Prikaz nedavnega umika ledenika.
- Ledenik Grey iz zraka.
- Pogled na ledenik iz zahoda
- Ledene gore v jezeru.